# 1391
1391 (MCCCXCI) a fost un an obișnuit al calendarului iulian, care a început într-o zi de marți.

## Nașteri
- 31 octombrie: Eduard al Portugaliei (d. 1438)

## Decese
- 16 februarie: Ioan al V-lea Paleologul  (n. 1332)
- 14 martie: Tvrtko I al Bosniei  (n. 1338)
- dată necunoscută: Nicolae Cabasila  (n. 1322)
- 14 noiembrie: Nikola Tavelić  (n. 1340)
- decembrie: Petru al II-lea  (n. ?)